# Крит (Іллінойс)
Крит (англ. Crete) — селище (англ. village) в США, в окрузі Вілл штату Іллінойс. Населення — 8465 осіб (2020).

## Географія
Крит розташований за координатами 41°26′26″ пн. ш. 87°37′28″ зх. д. / 41.44056° пн. ш. 87.62444° зх. д. (41.440524, -87.624471).  За даними Бюро перепису населення США в 2010 році селище мало площу 24,94 км², з яких 24,89 км² — суходіл та 0,04 км² — водойми.

## Демографія
Згідно з переписом 2010 року, у селищі мешкало 8259 осіб у 3191 домогосподарстві у складі 2254 родин. Густота населення становила 331 особа/км².  Було 3387 помешкань (136/км²).
Расовий склад населення:
| - 65,8 % — білих - 28,1 % — чорних або афроамериканців - 1,1 % — азіатів - 0,3 % — корінних американців - 0,1 % — вихідців з тихоокеанських островів - 2,3 % — осіб інших рас |

До двох чи більше рас належало 2,3 %. Частка іспаномовних становила 6,3 % від усіх жителів.
За віковим діапазоном населення розподілялося таким чином: 22,2 % — особи молодші 18 років, 61,7 % — особи у віці 18—64 років, 16,1 % — особи у віці 65 років та старші. Медіана віку мешканця становила 43,6 року. На 100 осіб жіночої статі у селищі припадало 92,0 чоловіків;  на 100 жінок у віці від 18 років та старших — 88,7 чоловіків також старших 18 років.
Середній дохід на одне домашнє господарство  становив 80 957 доларів США (медіана — 68 068), а середній дохід на одну сім'ю — 95 803 долари (медіана — 78 401). Медіана доходів становила 68 636 доларів для чоловіків та 43 977 доларів для жінок. За межею бідності перебувало 5,3 % осіб, у тому числі 6,9 % дітей у віці до 18 років та 0,7 % осіб у віці 65 років та старших.
Цивільне працевлаштоване населення становило 4130 осіб. Основні галузі зайнятості: освіта, охорона здоров'я та соціальна допомога — 26,9 %, виробництво — 10,6 %, роздрібна торгівля — 10,2 %.